# Kretingalė
Kretingalė je městys v západní části Litvy, v historické oblasti Malé Litvy, v Klaipėdském kraji, na severním okraji okresu Klaipėda, 7 km na jihovýchod od Kretingy, 17 km na severoseverovýchod od Klaipėdy, naproti přítoku říčky Bonė do řeky Danė, rozložený podél silnice č. 168 Klaipėda - Kretinga, na východ při železniční trati Klaipėda – Kretinga ( – Vilnius). Dominantou městysu je evangelický luterský kostel, postavený roku 1741 na místě dřívější dřevěné kaple z roku 1652 (původní dřevěnou věž, roku 1801 poškozenou větrem bylo nutno roku 1875 nahradit dnešní zděnou; za sedmileté války Rusové kostel vykradli, včetně zvonu, který byl navrácen až roku 1788) Kostel je zařazen do seznamu památek architektonického dědictví. Kostel je využíván také katolíky a také pro hudební akce. Dále je v městečku hřbitov, základní škola, filiálka Gargždajské knihovny , pošta (PSČ: LT-96044), železniční stanice, ambulance, jesle s mateřskou školou, kulturní dům, obchody, podniky: masného a nábytkářského průmyslu.

## Minulost městečka
Ves Kretingalė je zmiňována od roku 1253. Počátkem 17. století byla založena evangelická (luterská) farnost, teprve v roce 1652 byla postavena dřevěná kaple a po zbourání na jejím místě zděný kostel (1741), ačkoliv měla farnost zpočátku kolem 4000 věřících (později až přes 5000). Koncem II. světové války si vojáci z kostela zřídili stáj pro koně. Po válce věřící kostel vyčistili, začaly se opět konat bohoslužby, ale když se začali chystat k opravám kostela, dozvěděla se o tom místní (sovětská) administrativa, kostel zamkli a později z něj udělali sklad sovchozu. Teprve 12. prosince roku 1988 byl Klaipėdský výkonný výbor (obdoba národních výborů v ČSSR) požádán o navrácení kostela věřícím a do 4 dní bylo žádosti vyhověno a kostel byl poté opraven.
V roce 1854 tiskový činitel Malé Litvy farář Johann Ferdinand Kelch (1801 – 1877) založil přípravné kurzy do učitelského semináře. Koncem 19. století zde byly prodávány zakázané litevské knihy.

## Historie názvů městečka
Do roku 1806 se německy jmenovalo Adlig Crottingen, do roku 1920 Neu-Krottingen, Deutsch Krottingen. V litevštině bývalo známo jako Naujoji Kretinga. Neu-Krottingen a Naujoji Kretinga znamená "Nová Kretinga", Kretingalė je litevská zdrobnělina k názvu Kretinga.

## Obyvatelstvo
| 1897 | 1925  | 1959 | 1970 | 1978 | 1979 | 1985 | 1989 | 2001 |
| ---- | ----- | ---- | ---- | ---- | ---- | ---- | ---- | ---- |
| 200  | 1 997 | 344  | 473  | 724  | 796  | 810  | 900  | 977  |
|      |       |      |      |      |      |      |      |      |

## Turistika
- Vodácká trasa: tábořiště při plavbě řekou Danė
- Směrem na západ ChKO Pajūrio regioninis parkas (Krajinná oblast Pomoří) a Karklėská přírodní rezervace "Karklės talasologinis draustinis" zimoviště a migrační shromaždiště mimo jiné těchto druhů:
- Potáplice malá Gavia stellata
- Kajka Stellerova Polysticta stelleri
- Hohol severní Bucephala clangula
- Morčák velký Mergus merganser
- Racek malý Larus minutus

### Architektonické a historické památky
- Evangelický luterský kostel

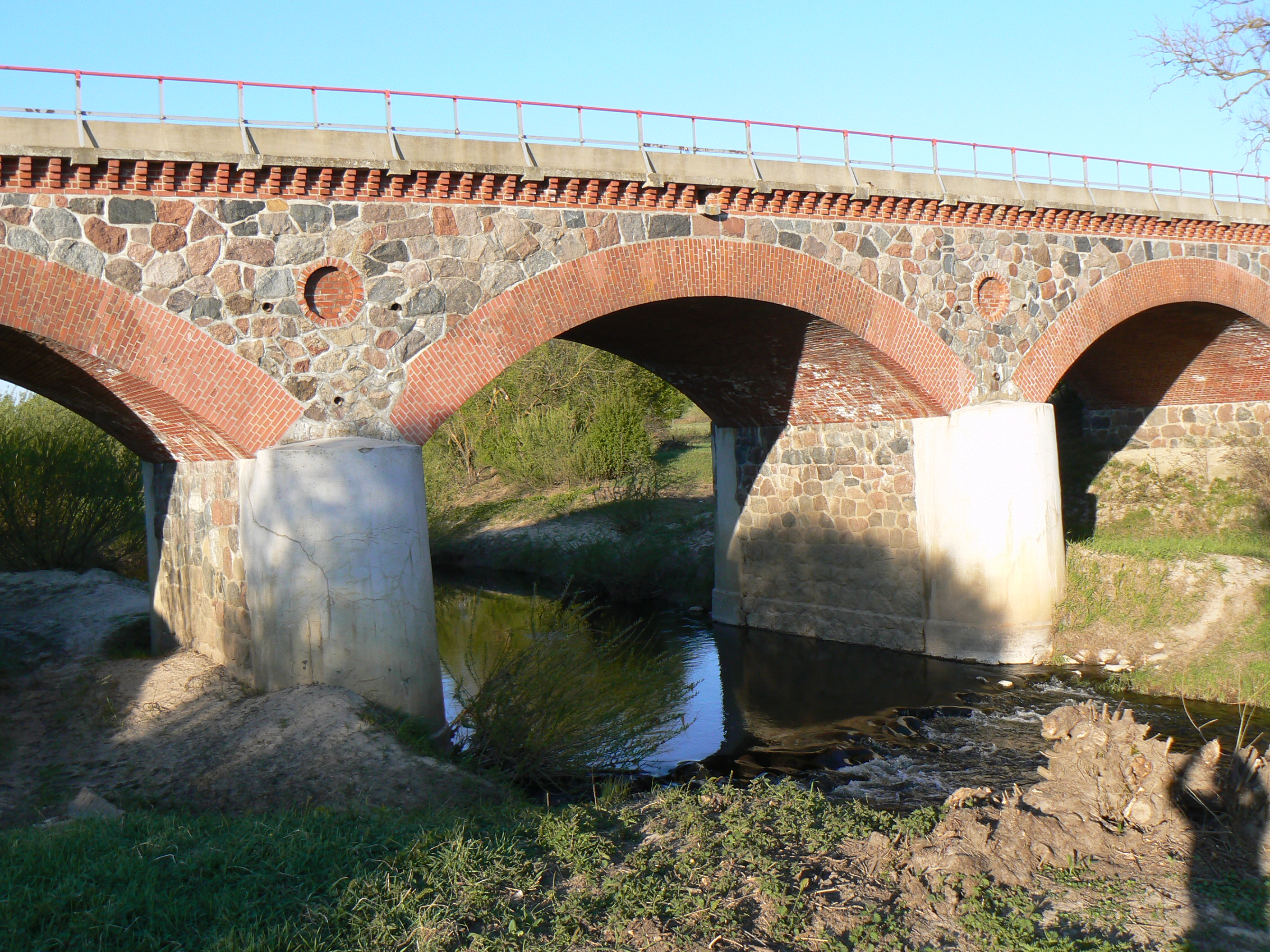
Most přes řeku Danė u Kretingalė směrem na Plikiai

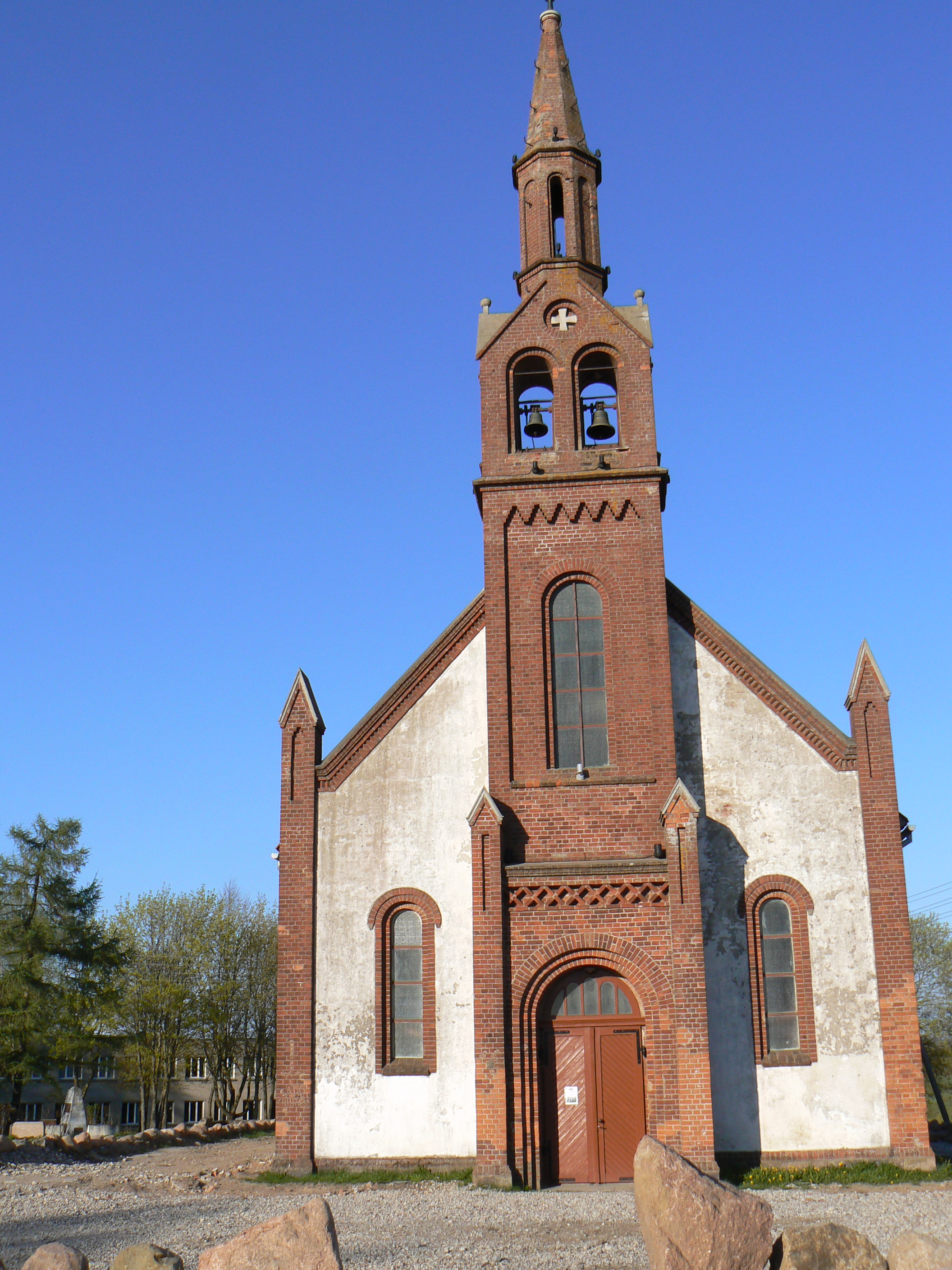
Evangelický luterský kostel

- Most přes řeku Danė u Kretingalė směrem na Plikiai, postavený roku 1880
- 2 km na severovýchod dvě hradiště: Valėnų piliakalnis a Andulių piliakalnis[3]
- Hřbitov padlých vojáků

## Slavní rodáci
- Friedrich Wilhelm Haack (1706–11754), tvůrce slovníků Malé Litvy, překladatel, farář
- Carl Eduard Ziegler (1798–1881), lexikograf, překladatel, spoluautor slovníku Georga Neselmanna Woerterburch der littauischen Sprache (1851)
- Jonas Romanovas (* 1957), sportovec (cyklistika)
- Romas Venclovas (* 1960), litevský politik

### Další osobnosti Kretingalė
- Rudolf Andrius Zippel (1813–1894), lexikograf, překladatel, v letech 1846–1849 děkan kretingalské farnosti, později redaktor Klaipėdského časopisu „Memeler Wochenblatt“
- Johann Ferdinand Kelch (1801 – 1877), farář

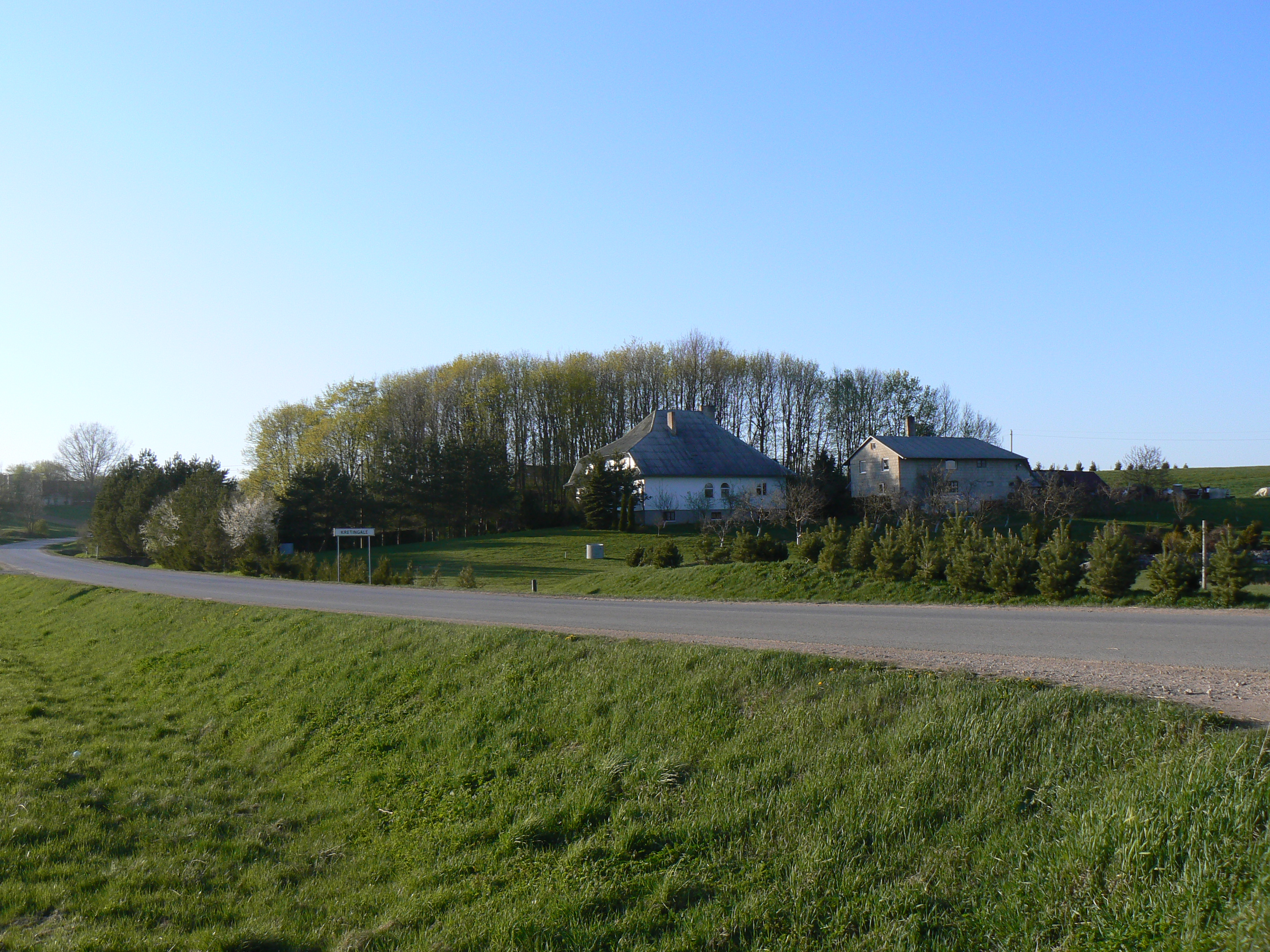
Kretingalė od jihu